# Історія слабкої жінки
«Історія слабкої жінки» (інша назва: «Несібелі») — радянський художній фільм 1986 року, знятий режисером Шаріпом Бейсембаєвим на кіностудії «Казахфільм».

## Сюжет
Одна, без чоловіка, виховує Несібелі сина та дочку. Але проблеми не зламали її. Життєрадісний характер, почуття гумору, привітність приваблюють людей. Вона прагне допомогти всім, хто поруч, і це допомагає їй справлятися зі своїми негараздами.

## У ролях
- Гульжан Аспетова — Несібелі
- Мухтар Бахтигерєєв — Адамбек
- Булат Аюханов — Кудайберген
- Бікен Рімова — мати Несібелі
- Ольга Качанова — Катерина
- Рашид Сулейменов — Алішер
- Айгуль Шапкенова — Талшин
- Макіль Куланбаєв — роль другого плану
- Євген Попов — Степан Олександрович
- Кененбай Кожабеков — голова профкому
- Р. Мусін — Сапар
- Раїса Мухамедьярова — Сарбалаєва
- Гульнізат Омарова — Саліма
- Жан Байжанбаєв — Ескандер
- С. Сіллер — дружина Степана Олександровича
- Л. Абішева — епізод
- І. Ніязбеков — епізод
- С. Сарсенбаєва — епізод
- В. Пластинін — епізод
- Н. Бігабилова — епізод
- Г. Ісхахова — епізод
- Дімаш Ахімов — друг Адамбека
- Нурлибай Єсімгалієв — друг Адамбека

## Знімальна група
- Режисер — Шаріп Бейсембаєв
- Сценарист — Сакен Наримбетов
- Оператори — Енуар Даулбаєв, Арстан Кадирбеков, Т. Жунусов
- Композитор — Сейдулла Байтереков
- Художник — Віктор Ледньов